# أوسومي (قمر اصطناعي)
أوسومي (باليابانية: おおすみ) هو أول قمر اصطناعي ياباني يوضع في مدار حول الأرض. أطلق في 11 فبراير 1970، في 04:25 بالتوقيت العالمي الموحد عبر صاروخ لامبادا 4 إس من مركز أوشينورا الفضائي بتنفيذ معهد علوم الملاحة الجوية والفضائية التابع لجامعة طوكيو، وهو مؤسسة تتبع وكالة استكشاف الفضاء اليابانية حاليًّا. بإطلاق هذا القمر الاصطناعي أصبحت اليابان رابع دولة تتمكن من وضع قمر اصطناعي في المدار بقدراتها الخاصة، بعد الاتحاد السوفيتي والولايات المتحدة وفرنسا. يحمل القمر الاصطناعي اسم شبه جزيرة أوسومي، في محافظة كوجوشيما حيث يوجد موقع الإطلاق.
ظل القمر الاصطناعي يرسل إشاراته إلى الأرض حتى 14-15 ساعة بعد الإطلاق، حيث أصبحت قوة الإشارة ضعيفة وتعذر كشفها خلال الدورة السابعة للقمر الاصطناعي. ويعتقد أن ذلك بسبب انخفاض حاد في الطاقة ناتج عن درجات حرارة مرتفعة لم تكن متوقعة.